# Prysm
Prysm est un groupe de jazz français composé de Christophe Wallemme à la contrebasse, de Benjamin Henocq à la batterie et de Pierre de Bethmann au piano. Au printemps 2011, le groupe réduit ses activités du fait d'une blessure à l'épaule subie par Pierre de Bethmann.

## Biographie
Prysm est formé en 1994 par trois jeunes musiciens : Pierre de Bethmann au piano, Christophe Wallemme à la contrebasse et Benjamin Henocq à la batterie. Le groupe enregistre et publie trois albums studio, Prysm, Second Rhythm, Time et l'album live On Tour entre 1997 et 1999, avant de se séparer en 2001,.
Le trio revient en 2009, renforcé de deux autres instrumentistes : Manu Codjia à la guitare et Rosario Giuliani aux saxophones. Un autre album live, Five, publié chez Plus Loin Music et Abeille Musique, naît de cette formation,. L'album a été enregistré pendant leur concert à l'Opéra de Lyon. Au printemps 2011, le groupe réduit ses activités du fait d'une blessure à l'épaule subie par Pierre de Bethmann.

## Discographie

### Albums studio
- 1997 : Prysm (EMI)
- 1998 : Second Rhythm (Blue Note Records)
- 1999 : Time (EMI)

### Albums live
- 2001 : On Tour (Blue Note Records)
- 2009 : Five (Plus Loin Music, Abeille Musique)